# ياكوب كايزر
ياكوب كايزر (بالألمانية: Jakob Kaiser)‏ هو مقاوم ونقابي وسياسي ألماني، ولد في 8 فبراير 1888 بهاملبورغ في ألمانيا، وتوفي في 7 مايو 1961 ببرلين في ألمانيا. حزبياً، نشط في حزب الوسط (1912 – ) والاتحاد الديمقراطي المسيحي (1945 – ).

## مناصب
- انتخب وزير اتحادي  [لغات أخرى]‏ (1949 – 1957).
- انتخب عضو في برلمان برلين ‏ (26 نوفمبر 1946 – 13 أكتوبر 1949).
- انتخب عضو مجلس النواب الألماني للجمهورية فايمار (1933 – 1933).
- انتخب عضو في البوندستاغ الألماني خلال فترته النيابية [الإنجليزية]‏ (1949 – 1957).

## روابط خارجية
- ياكوب كايزر على موقع مونزينجر (الألمانية)
- ياكوب كايزر على موقع ديسكوغز (الإنجليزية)